# Episodi di Terra ribelle (seconda stagione)
La seconda stagione della serie televisiva Terra ribelle viene trasmessa dal 21 ottobre su Rai 1 e Rai HD.
| nº | Titolo           | Prima TV Italia  | Telespettatori | Share  |
| -- | ---------------- | ---------------- | -------------- | ------ |
| 1  | Primo episodio   | 21 ottobre 2012  | 4.566.000      | 17,93% |
| 2  | Secondo episodio | 22 ottobre 2012  | 4.796.000      | 16,89% |
| 3  | Terzo episodio   | 29 ottobre 2012  | 4.164.000      | 14,85% |
| 4  | Quarto episodio  | 5 novembre 2012  | 3.973.000      | 14,21% |
| 5  | Quinto episodio  | 11 novembre 2012 | 4.099.000      | 16,19% |
| 6  | Sesto episodio   | 12 novembre 2012 | 4.320.000      | 14,73% |
| 7  | Settimo episodio | 19 novembre 2012 | 4.261.000      | 14,71% |
| 8  | Ottavo episodio  | 25 novembre 2012 | 4.551.000      | 16,73% |

## Primo episodio

### Trama
Sono passati ben 9 anni dal primo incontro tra Elena e Andrea, avvenuto durante l'assalto della carrozza dei conti Giardini, da parte dei briganti.
La Maremma, non è più la " terra ribelle " di un tempo, tutto è cambiato e alla morte del principe Marsili, le sue terre sono state ereditate dal nipote Andrea. L'episodio parte dalle orme della prima stagione, nella quale abbiamo visto il giuramento di vendetta di Iacopo, il fratello gemello di Andrea. Elena e Andrea vivono felici insieme alla loro figlia Giulia, che cresce sempre più vivace ed intelligente. A fargli compagnia c'è anche Zifolo, che è ormai una bella ragazza di nome Chiara, la quale non ci pensa un attimo a vestirsi da uomo e a cavalcare come un buttero. La Maremma, però, rimane nei protagonisti come una terra ostile e malvagia, infatti, Elena ha definitivamente chiuso il vecchio studio della Roccaccia, nella quale Achille Vincenzi e in seguito Iacopo e Luisa, hanno svolto i loro loschi affari. La principessa, non ha voluto neppure ritornare ad osservare la palude, nella quale sua sorella Luisa è morta. Intanto, Andrea chiede ad Elena di avere un erede maschio, ma, il dottor Tonali, che adesso lavora come medico a Roma non dà buone speranze, convinto che una seconda gravidanza possa esserle fatale. Elena, non potrà avere più figli, a causa delle cicatrici sorte per il parto di Giulia. Quest'ultima, sempre stata istruita dal maestro di corte, sogna di andare alla scuola pubblica come gli altri bambini, ma, Elena pensa che la scuola pubblica di Montebuono non sia adatta ad una principessa. Andrea, invece, cresciuto con le idee di un buttero, non fa caso alle parole della moglie e porta la figlia a scuola. Giulia, ha solo un desiderio da esaudire, stare un po' di più con sua madre, la quale tra impegni di corte e di lavoro, non sta mai accanto alla figlia. Elena, parte per Roma per assistere all'inaugurazione della scuola elementare "Regina Margherita" e qui fa conoscenza del colonnello Alberto Dell'Arco, il quale viene ammaliato dallo sguardo incantevole di Elena. A Roma inoltre la principessa Marsili, incontra l'ambasciatore del Regno d'Inghilterra Lord Richard Graves, suo grande amico che invita che ospita lei e Andrea a cena.
Andrea sentendosi trascurato e non provando molta simpatia per l'ambasciatore accetterà malvolentieri.
Ma all'improvviso, arriva la lettera della regina, che annuncia l'uccisione del professor Achille Sebrero, luminare ricco di fama, che stava svolgendo delle ricerche insieme ad Elena, su composti esplosivi a base di nitroglicerina per usi minerari. La regina Margherita incarica Elena di occuparsi dell'autopsia del professore. La storia si tinge di giallo quando sul cadavere di Sabrero, viene rinvenuto un documento, dove è riportato un codice con il disegno di un unicorno. Accanto al corpo inanime, viene scoperto da Lord Graves un biglietto da visita di un bordello, per la quale lo scienziato era cliente, tutto fa pensare, dunque, ad un delitto passionale. Verso la strada per la Maremma, la principessa si vede rubare la sua borsa da viaggio, da un uomo sconosciuto. Al suo ritorno a casa, Elena non ritrova più la figlia Giulia e la istruttrice Adele, le quali secondo la testimonianza di Chiara, sono sparite verso la palude sopra un calesse. Andrea va su tutte le furie, mentre, Elena decide di denunciare l'atroce notizia ai carabinieri, i quali vengono con una scorta guidata dal colonnello Dell'Arco e dal tenente Edoardo Belmonte, che dimostrerà di essere interessato alla bella Chiara. Andrea svolge le ricerche della figlia durante la notte, nella quale viene ritrovato il cappellino di Giulia. Il giorno seguente, viene trovato dai cani il cadavere di Adele, che porta al petto una forte somma di denaro: è chiaro, l'istruttrice, è stata corrotta da qualcuno per rapire Giulia. Tutto fa ricadere la colpa su Iacopo, dopo il rinvenimento nello studio della Roccaccia di una lettera di vendetta. 
Per scoprire dove possa essere Iacopo, i due principi Marsili, vanno a fare una bella chiacchierata in un carcere, dove da tempo è rinchiuso Lucio, in passato amante di Luisa. Lucio, è completamente impazzito e sostiene che Luisa sia ancora viva e vegeta. Il guardiacaccia, però, non ha intenzione di parlare di Iacopo, lo farà solamente se lo faranno uscire dalla prigione. Lucio viene fatto evadere dal carcere, in quanto è l'unico che sembra sapere qualcosa e che possa fare da guida. Se Giulia verrà ritrovata salva, a Lucio verrà concessa la libertà. Alla Roccaccia, nel frattempo Elena entrata nello studio della Roccaccia sente la voce e la risata di Luisa che la chiama. Lo stesso giorno viene spedito un atlante che alla pagina raffigurante l'Argentina, contiene una ciocca dei capelli di Giulia. Secondo i carabinieri, questo è segno che Iacopo si trovi in Argentina. I protagonisti, accompagnati da Chiara, Tonali, Dell'Arco, Belmonte e Lucio partono alla volta del Nuovo Mondo alla disperata ricerca di Giulia e di Iacopo. Loro, però, ignorano completamente la figura di Luisa, che non è morta, solo svenuta e poi salvata nella palude, ed è la vera responsabile del rapimento di Giulia.

## Secondo episodio

### Trama
I principi Marsili, accompagnati da: Chiara, il dott. Tonali, i due carabinieri e Lucio, dopo un lungo viaggio per mare, giungono in Argentina. Un treno, li accompagna in un piccolo paese abitato da emigrati italiani dove vengono scortati dall'incompetente sergente Pablo Villalta. Il nome del paese è Sarmiento. I principi, però, vengono accolti sgarbatamente, dall'anziano dottor Stocchi in un luogo in cui ambientarsi è molto difficile e dove serpeggia una guerra fra famiglie.
Viene rintracciata una strana coppia che è stata notata da una guardia costiera al loro sbarco è formata da Carlos Recabbarren e la sua compagna Consuelo, appassionati di tango.
All'inizio del viaggio Dell'Arco aveva ipotizzato che Carlos potesse essere una falsa identità di Iacopo, e che Giulia sia stata vestita da maschietto nell'imbarco. Ma il colonnello si sbagliava.
Nonostante non ci siano prove ad incolparli del rapimento, i due alimenteranno i sospetti di Dell'Arco che continuerà a tenere d'occhio la strana coppia e di Elena che ha riconosciuto il rosario di Adele, l'istruttrice di Giulia tra la roba di Consuelo.
Tonali nel frattempo conosce Stocchi e la giovane moglie Sara.
Stocchi ordina a Tonali di salvare la vita al cognato Samuele, fratello minore di Sara, minacciandolo di morte nel caso dovesse morire. Tonali riesce a salvarlo e scopre che Sara sembra essersi innamorata di lui.
Zifolo invece riconosce il direttore di un circo italiano, ovvero il Lupo, nelle vesti del Capitan Italia venendo severamente rimproverata da Andrea. Dopotutto il Lupo è stato ucciso anni fa da Jacopo, mentre il capo dei briganti era di spalle per affrontare Lucio.
Verranno ospitati da Isabella Puccini, una donna vedova di origini maremmane, che convive con sua suocera, la triste Augusta, una donna vestita sempre a lutto per suo figlio, morto in un incendio. Nel bel mezzo della notte, Andrea con l'aiuto di Lucio, Belmonte e Dell'Arco, decide di partire verso il deserto, alla volta del Nido del Condor, pur di trovare la figlia. Il principe, però, nasconde alla moglie la sua partenza. Lucio approfitterà della notte per sfuggire ai suoi inseguitori portando l'acqua con sé e abbandonando Andrea e Dell'Arco nel deserto. Nel frangente, nel deserto viaggia una carovana, nella quale vi sono Luisa e la principessina Giulia. La carovana giunge al forte Desesperado dove il misterioso e malvagio ex-Generale Borbonico-Sabaudo Alfredo Malagridas, considerato un eroe nazionale argentino, costringe ai lavori forzati dei bambini indios-maya, in una miniera d'argento e dove è tenuto prigioniero anche Fra Germino, il frate padre di Iacopo e Andrea (dopo averlo seguito in Argentina e rivelargli la verità sull'amore fra lui e sua madre, la principessa Giulia Marsili e sulla nascita di lui e del fratello gemello), andando a trovare a volte il figlio Iacopo al suo nascondiglio di giungla, il Nido del Condor. Malagridas aveva salvato anni prima Luisa dalla palude.
Insieme a Luisa vi è anche il carico di esplosivo proveniente dall'Italia...

## Terzo episodio

### Trama
Andrea e Dell'Arco, arrivati nel deserto patagonico, si mettono alla ricerca di Giulia, ma, Lucio scappa, portando con sé le scorte di acqua.
I due finiscono con lo scontrarsi duramente per l'amore di Elena.
A Sarmiento, Elena aspetta il ritorno di Andrea.
Il Lupo, presentatosi alla locanda vince a poker un lingotto d'argento di Carlos e lo accoltella sul braccio prima che lui possa aggredirlo ed accusarlo di aver barato. Il lingotto finirà nelle mani di Elena che si rivolgerà con una lettera a Lord Graves.
La principessa vive a Belgrano insieme ad Isabella, che la tratta come se fosse sua amica.
Nel deserto Lucio incontra i salineros, banditi locali capitanati dal loro leader Artiglio, sua vecchia conoscenza italiana e viene spogliato dei suoi averi.
Sara manifesta a Tonali il suo amore in diverse occasioni. Il dottore toscano insieme al dottor Stocchi, ormai riappacificati si preparano a prevenire un'epidemia di tifo.
Jacopo invece tenta il suicidio, divorato da sensi di colpa e rimorsi, dopo aver ricevuto una lettera dal frate dove il padre lo maledice, ma viene salvato appena in tempo da Painé, una giovane india entrata in contatto con lui. Il frate è stato costretto da Luisa a scrivere la lettera e rivela la presenza di una bambina che potrebbe essere sua figlia.
Giulia intanto ha stretto amicizia con un piccolo indio, Panchito.
Andrea prosegue a stento il cammino nel deserto trovando la gamba della bambola di Giulia, segno che la bambina è passata di lì.
Ritrovato da Dell'Arco, i due fanno ritorno a Belgrano e dopo avere arruolato alcuni gauchos si avviano verso il forte Desesperado.
I salineros, assalgono la carovana, rapendo Elena e ferendo gravemente Andrea. Elena riuscirà a sfuggire ai suoi rapitori e verrà salvata da Painé che la conduce nel suo villaggio.

## Quarto episodio

### Trama
Al Forte, Maladrigas prende in simpatia Giulia, forse per farla diventare sua erede, ma Luisa si offende perché crede che Maladrigas non sceglierebbe lei come sua erede. Nel frattempo Elena insieme a Painé parte per trovare Iacopo, incontrando però il Lupo e la sua nuova compagnia del circo, che le racconta di essersi salvato grazie ad una pozione di erba medicamentosa dell'ormai defunta prestigiatrice Miranda (che aveva preso la notte prima di essere sparato, come se avesse in corpo un potente e antico giubbino antiproiettile). I tre riescono a ritrovare anche Iacopo.
Il fratello di Andrea non è responsabile del rapimento di Giulia ed è profondamente cambiato da come lo ricordavano, ma ne il Lupo ne Elena non sembrano credergli.
Jacopo, fuggito nel deserto per ritrovare sé stesso ritrova Lucio e gli risparmia la vita donandogli la borraccia d'acqua.
Nonostante le vittime di tifo, a Sarmiento si organizza la festa del paese.
Sara invita Tonali a ballare, all'insaputa che Stocchi ha percepito l'interesse che la moglie prova per il nuovo arrivato e li pedina.
Durante il ballo Zifolo e Belmonte si fidanzano con tanto di anello, nonostante Cesarina, la figlia dell'oste avesse già invitato il tenente al ballo.
Intanto Andrea arrivato in fin di vita a Belgrano viene curato dall'amico medico Tonali assieme alle attenzioni di Isabella che scoprendosi innamorata di lui rifiuta la proposta di matrimonio del gauchos Nico. Il gauchos sentendosi sfidato tenta di uccidere Andrea ancora in convalescenza che però al momento dell'agguato aveva ripreso le forze e svegliatosi riesce a puntare una pistola verso quello e minacciarlo. Painé invece, essendo innamorata di Jacopo e per ottenere i rinforzi del villaggio dei Napuche, chiede a suo padre, il capotribù di sposare Jacopo che viene sottoposto ad un'ardua prova, scalare una cascata.
La volontà di Jacopo faranno sì che possa ottenere il riconoscimento da parte del capotribù e diventare il compagno di Painé.
Lucio intanto raggiunge Luisa al forte Desesperado nascondendosi in un carro.
La donna è sorpresa di vedere come l'unico uomo che l'abbia mai amata abbia attraversato mezzo mondo per ritrovarla. Lucio tenta di strangolarla, ma Malagridas interviene giusto in tempo facendolo prigioniero.
Isabella e Andrea intanto cominciano a passare del tempo insieme e tra i due nasce il desiderio. La donna sentendosi in colpa nei confronti dell'amica Elena e dal ricordo del marito defunto tenta di resistere e spinge Andrea alla ricerca della figlia e della moglie. Andrea non si sente di partire e mentre tutti vanno alla messa domenicale Isabella e Andrea si trovano da soli ad affrontare un agguato dei Salineros e i due nel bel mezzo della battaglia si baciano, poco dopo Andrea riceve la notizia della morte di Elena. Isabella consolandolo e spingendolo a pensare alla figlia gli confida il suo amore e i due finiscono per scambiarsi un bacio appassionato.

## Quinto episodio

### Trama
Andrea sentendosi in colpa dei sentimenti per Isabella e per la morte della moglie tenta di uccidersi puntandosi una pistola alla tempia, Isabella pero impedisce il gesto giusto in tempo e lo incita a pensare al futuro e a sua figlia ancora dispersa. Nico intanto non accetta il rifiuto di Isabella e risponde violentemente prima di andarsene. Isabella rimane sconvolta nel sentirsi rivelare da Augusta che Nico è in realtà suo figlio. Augusta lo aveva lasciato in un orfanotrofio in quanto indisposta a crescerlo e lo aveva fatto giungere in Argentina per farlo sposare con Isabella.
Sara, invece, sentendosi rifiutata da Tonali racconta a suo marito Stocchi di essere stata sedotta dal dottore italiano. Stocchi, infuriato punterà un fucile contro Tonali invitandolo a un duello che viene interrotto da Sara, giustificando di essersi inventata tutto perché trascurata dal marito. La notte prima di partire per il forte, Andrea va da Isabella e le confessa i suoi sentimenti e i due passano una notte di passione. Dell'Arco si concede invece una nottata di tango e amore con Consuelo, che lo aveva già invitato precedentemente.
L'indomani Andrea, Belmonte e Dell'Arco iniziano il loro cammino verso il forte, alla ricerca di Iacopo e del corpo di Elena. Saranno scortati dal colonnello Ortega, braccio destro del generale Malagridas. Il principe Marsili, però, non sa che Elena è viva e che si è unita al gruppo di Capitan Italia, ovvero del misterioso Lupo. Insieme al Lupo, la principessa ha escogitato un piano per liberare Giulia.
Luisa condanna a morte Lucio, nel deserto emin presenza di un raro serpente velenoso, non prima di concedergli un ultimo bacio. Verrà salvato da Painé e dai Napuche.
Il Lupo organizza uno spettacolo per i soldati e la piccola Giulia, mentre Jacopo ed Elena si camufferanno da artisti circensi. Malagridas lo invita a cenare con lui dove il generale si vanta dei suoi successi militari contro il brigantaggio.
Il mattino seguente le cose si complicano: durante lo spettacolo del Lupo, giungono Andrea e i due carabinieri che però vengono tenuti prigionieri. Andrea viene fatto assistere con dei fucili puntati allo spettacolo, riconoscendo il Lupo che mentre esegue un suo numero riesce a portare con sé Giulia e prendere Malagridas come ostaggio e facendo liberare Andrea. Durante lo scontro il forzuto Maciste, uno dei circensi, paga con la vita. Anche Belmonte e Dell'Arco sono riusciti a liberarsi e mentre il Lupo tiene a bada il generale, Jacopo con Giulia, Elena cercano di fuggire venendo però fermati ad un posto di blocco. Jacopo riesce a sfuggire ad Ortega, insieme ad alcuni dei circensi e al tenente Belmonte, ferito però gravemente ad una gamba.
Dell'Arco viene invece ucciso da una pallottola destinata ad Elena e, prima di morire, le chiede di non dimenticarlo e di scoprire la verità su chi ha rubato l'esplosivo. Luisa adesso ha nelle sue mani Andrea, Elena, Il Lupo e Anita. Manca solo Jacopo per fare sì che la sua sete di vendetta sia completa...

## Sesto episodio

### Trama
Il piano del Lupo fallisce e Giulia è stata ripresa da Luisa.
Elena è sconvolta nel vedere che sua sorella maggiore, ritenuta morta in seguito alla sua scomparsa nella palude, sia ancora viva. La donna si diverte a giocare con la vita dei suoi detenuti, mandandoli sull'orlo della disperazione.
Racconta anche come Malagridas, allora generale dell'esercito Sabaudo, l'abbia salvata da una morte orribile e mostra una cicatrice sul collo dovuta ai morsi dei topi che non le permette di diventare madre e coronare il suo sogno di avere dei bambini.
Andrea intanto scopre che il Lupo non è il suo vero padre, ma che lo ha semplicemente trovato e lasciato davanti alla casa di Giovanna, la madre adottiva di Andrea.
Al Lupo viene posta una sfida dal generale per salvare la sua Anita: compiere il numero del lancio dei coltelli da bendato; se la donna non sarà trafitta, verrà lasciata libera. Il numero si conclude bene, ma Luisa non sopporta che Malagridas scenda a patti con briganti e uccide Anita con uno dei coltelli, giustificandosi di come abbia impedito alla donna di soffrire a causa degli uomini. Malagridas reagisce violentemente, arrivando addirittura ad alzarle le mani, in quanto aveva giurato sul suo onore che la donna sarebbe stata lasciata libera.
Lucio si unisce al gruppo di Jacopo e, per evitare rappresaglie, il gruppo si divide. Lucio e Belmonte proseguono assieme agli acrobati Ercilia e Caracciolo. Quest'ultimo, ferito durante l'attacco al forte Desesperado, non sopravvive e viene seppellito.
Jacopo, invece, si lascia inseguire per giorni da Ortega e i suoi uomini riuscendo a introdurli nel bel mezzo del deserto.
Andrea ha modo anche di incontrare il suo padre naturale, il Frate, le cui condizioni sembrano preoccupanti. Per lui è difficile riconoscerlo come padre dopo tutto quello che ha passato e poco gli importa di essere suo figlio.
Painé aspetta un figlio da Jacopo, ma cerca di tenerglielo nascosto.
Intanto a Sarmiento giunge Lord Graves, ospitato nella locanda da Carlos. Ben presto Malagridas si incontrerà con l'ambasciatore inglese per i titoli di cambio della banca inglese richiesti dal generale.
Luisa, per lasciare la sorella minore senza amore rivela del tradimento di Andrea con Isabella, ed Elena cade nello sconforto totale. Andrea viene lasciato a disposizione di Nico, che è complice di Luisa. La notte, con la complicità del Frate e del piccolo Panchito, Andrea viene fatto evadere insieme al Lupo. Vengono raggiunti da Jacopo, ma per Andrea non è facile fidarsi del fratello che lo aveva tradito e aveva violentato sua moglie.
Si serviranno di un passaggio segreto all'interno della miniera per fuggire dal campo, ma il Frate, malato da tempo, muore tra le braccia dei suoi figli, dettando le sue ultime parole di perdono a Jacopo e chiedendo ad Andrea di fare pace.
Per evitare che la situazione si complichi ancora di più, il Lupo decide di restare con i bambini, mentre Panchito dà un ultimo abbraccio al Frate.
Andrea e Jacopo, sfuggiti dal forte, si dividono per cercare rinforzi.

## Settimo episodio

### Trama
Andrea stremato dal lungo viaggio attraverso il deserto, viene guidato dal cavallo datogli da Isabella fino a Belgrano dove lei vedendolo arrivare lo accudisce amorevolmente. Il mattino seguente Andrea informa Isabella del suo piano e le fa capire che nonostante lei avrà sempre un posto nel suo cuore di dover partire e ritornare dalla sua famiglia, la donna ribadisce al principe di amarlo ma di comprendere le sue ragioni ed i due si abbracciano affettuosamente. Belmonte si è salvato grazie all'intervento di Stocchi e Tonali che hanno impedito che la gamba entrata in gangrena venisse amputata. Consuelo dopo essere venuta a conoscenza dell'uccisione di Dell'Arco chiede a Lord Graves di riportarla in Italia, ma la richiesta viene rifiutata dall'ambasciatore. A convincere la donna a resistere ancora un po' ci pensa Carlos, che le promette che alla fine di questa storia fuggiranno assieme e la donna potrà avere tutti i soldi che vuole. Intanto Stocchi sapendo che non potrà mai competere con Tonali per l'amore di Sara, versa dell'arsenico nelle loro tazze. Il mattino seguente Tonali trova il corpo privo di vita di Stocchi e Sara. Per sua fortuna la ragazza respira ancora ma dovrà ricorrere ad una lavanda gastrica. Intanto Lucio si scontra con Belmonte che appena ripresosi non può impedire la fuga al galeotto. Lucio si allontana dicendo però che se un giorno dovessero rincontrarsi sarà un uomo libero. Andrea ottiene l'appoggio di gauchos ed italiani di Sarmiento, mentre Jacopo arruola un piccolo esercito di guerrieri Napuche che aiuteranno ad espugnare le mura nemiche. Ha un motivo in più per uscire vittorioso, Painé ha rivelato di aspettare un figlio da lui.
I salineros, scoperto il passaggio segreto che li condurrà nel villaggio dei Napuche cerca di negoziare con Malagridas. Ma poiché la stessa notizia è già stata ricevuta da Nico, Artiglio e gli altri banditi vengono mitragliati ed uccisi, una buona occasione per rendere al generale un altro atto eroico e per tenere a bada l'alto comando argentino.
Intanto Luisa, resasi conto di essere pedinata dal maggiore Ramirez, sotto ordine di Malagridas, sospettoso di lei, propone all'ufficiale Ramirez di avere con lei un rapporto sessuale per poi rinchiudere la mano di lui nello scrigno degli scorpioni che lo trafiggono a morte.
Il mattino seguente Luisa consiglia a Malagridas di far perdere le tracce dei prigionieri e dello sfruttamento minorile facendoli esplodere nella miniera. Panchito riesce però a disattivare le munizioni ma rimane insieme al Lupo e agli altri bambini intrappolati sotto terra dove l'aria inizia a scarseggiare.
Inizia la battaglia, a favore di Andrea e Jacopo, che ben presto saranno raggiunti anche dalla cavalleria argentina guidata da Belmonte e da cittadini di Sarmiento. Ortega viene ucciso da una lancia avvelenata degli indios. Durante lo scontro anche il padre di Painé rimane ucciso.
Elena si ricongiunge con Andrea e Jacopo ed insieme inseguono Luisa che minaccia di uccidere Giulia puntandole una pistola sulla tempia.
Il pentito Jacopo viene ucciso dalla perfida donna, prima di conoscere suo figlio, che stava nascendo nel frattempo da Painé, ma ottenendo finalmente il perdono di Elena e Andrea per poi morire a causa del proiettile. Luisa porta Giulia in un passaggio segreto della miniera per scappare dall'Argentina e portandosi pure dei pezzi d'argento della Compagnia dell'Unicorno per fare fortuna.
Ma Malagridas la scopre e le sottrae la bimba e l'argento, per poi andarsene tramite il passaggio, chiuso dopo a chiave da lui, e salire con la bambina sopra la sua mongolfiera verso una nave. Mentre è in lacrime, Luisa viene raggiunta da Lucio convinto che sia stato il destino che li ha ricongiunti. Ma capendo che è finita, abbracciata allo storico amante e prima che arrivino gli uomini della cavalleria, Luisa prende una delle bottiglie con l'esplosivo rimaste e la innesca rompendola per terra, causando un'esplosione che ucciderà sia lei sia Lucio.
Tutti credono che anche Giulia sia morta nell'esplosione, a causa di un suo nastro trovato tra le macerie e strappatole dalla defunta Luisa quando il generale gliel'aveva sottratta, ma in realtà la bambina è partita su una nave con Malagridas, ora ricercato e costretto ad andare in Italia. Intanto Isabella scopre di essere incinta di Andrea, ma non dice nulla all'amato che intanto era tornato a Belgrano con Elena. Andrea cerca di farsi forza con Elena per la perdita della figlia e chiede il perdono della moglie per tutti i problemi che li hanno allontanati, Elena però non riesce a voltare pagina ed è distrutta dal dolore della perdita dell'unica figlia che gli poteva dare, come il medico Tonali rivela poco dopo ad Andrea. Prima di partire per la Maremma Tonali dà un ultimo saluto a Sara. Andrea accortosi del comportamento strano e scostante di Isabella, le chiede spiegazioni, lei pur capendo dalle sue parole che il cuore di lui ancora poteva essere suo, spinge l'amato ad occuparsi di Elena che in quel momento più che mai ha bisogno di lui lasciandolo partire senza dirgli l'esistenza del bambino.

## Ottavo episodio

### Trama
Per Andrea ed Elena, tornati in Maremma, è sempre più difficile riprendersi per la perdita di Giulia. Andrea ordina a un contadino di liberare tutti i piccioni viaggiatori, compresa la colombina di Giulia. I principi non sanno che Giulia è in Italia insieme a Malagridas.
La bambina viene trasportata in un baule ed ospitata nella dimora di Lord Graves, che si vede coinvolto con la compagnia dell'unicorno, ed è l'artefice dell'uccisione di Sebrero.
Al ministero della giustizia, Belmonte, dopo essere stato convocato, scopre che Malagridas è un ex ufficiale dell'esercito sabaudo, radiato dall'esercito, e viene a sapere di un uomo somigliante al generale, avvistato a Napoli e che si spaccia per un artista e pittore; Belmonte, insieme al defunto Dell'Arco, viene decorato al valore.
Intanto il Lupo, liberati i bambini indios, pone un ultimo saluto a Painé ed a Panchito, affermando al bambino che sente un richiamo che lo invita ad andarsene lontano.
Isabella sembra essersi riappacificata con Augusta e con Samuele della famiglia Stocchi. Nico irrompe di notte, vuole trasferirsi in Europa, ottenere le terre di Belgrano, e le due donne faranno da serve. Ma in aiuto dei più deboli c'è sempre il Lupo, che invita Nico al duello decisivo che si conclude con la vittoria del Lupo. Prima che Nico possa sparare, il Lupo sferra il suo infallibile coltello. Nico, ormai morente, viene assistito da Augusta, sentendosi responsabile di quanto accaduto al suo ultimo figlio.
Dopo aver interrogato la proprietaria del bordello, Andrea e Belmonte riconoscono Carlos Recabarren e ipotizzano sia complice di Malagridas.
Elena fa visita al suo caro amico Lord Graves e per un breve istante sente la voce di sua figlia tenuta come ostaggio nella soffitta della stessa residenza di Graves.
Per ottenere un passaporto da Lord Graves, Malagridas deve uccidere la regina Margherita, durante una festa in suo onore, facendo in modo che sembri un attentato anarchico, concedendo alla compagnia dell'unicorno di sviluppare i loro traffici e i loro interessi.
Intanto Painé partorisce il loro bambino, mentre un condor sorvola il cielo, come se Jacopo continuasse a proteggerli. Nel frattempo, Graves raggiunge Consuelo nel bordello dove lavora e, sapendo che è un'informatrice e collaboratrice di Malagridas, la uccide pugnalandola.
Tonali decide invece di tornare in Argentina, in quanto, dopo la scomparsa di Stocchi, Sarmiento non ha più un medico.
Grazie alla sua colombina che era stata liberata, Giulia riesce a inviare un messaggio parlando del luogo dove si trova, un luogo dove è già stata. Graves informa Carlos dell'uccisione di Consuelo, e Carlos appare dispiaciuto. Dopo che l'atto sarà compiuto, Malagridas verrà assassinato, e Graves, entrato in società con Carlos, si impadronirà del suo argento.
Intanto Malagridas ha organizzato il piano per l'attentato a sua maestà: tra i regali verrà consegnato lo scrigno con gli scorpioni velenosi. Quando Andrea ed Elena entrano in soffitta a cercare Giulia, vengono fermati da Carlos, ma in loro aiuto c'è Tonali che lo colpisce alle spalle servendosi di un oggetto. L'attentato alla regina viene sventato appena in tempo.
Inizia l'inseguimento di Malagridas, che viene infine raggiunto da Andrea e dichiarato in arresto da Belmonte che, per i delitti eccezionali compiuti in due Stati, non lo condanna all'ergastolo, ma a morte. Anche Carlos viene arrestato. Lord Graves viene invece ritrovato morto nel suo studio. Ma, a giudicare da un sigaro nel portacenere, non si tratterebbe di suicidio, ma di omicidio. Su un foglio di carta è raffigurato un unicorno. Andrea capisce quindi che la Compagnia dell'unicorno è responsabile di quanto successo.
Il lupo lascia Isabella e Augusta cavalcando verso la libertà. Gli resta un'ultima missione: proteggere i due bambini (di Andrea e Iacopo) che nasceranno, e che saranno i protagonisti di una nuova terra ribelle. Isabella, invece, scrive un'ultima lettera, destinata ad Andrea, sul loro breve ma intenso amore.
Andrea ed Elena possono finalmente riabbracciare la loro bambina e sono tornati a essere nuovamente una famiglia. Elena vuole dare un secondo figlio ad Andrea, assicurandolo del fatto che sia stata visitata da Tonali e che non si presenteranno più rischi.
Prima della condanna a morte di Malagridas, il generale viene invitato a rivelare i nomi dei membri occulti della compagnia dell'unicorno, rifiutandosi però di rispondere.
Poi si celebra il matrimonio tra Zifolo e Belmonte, nominato capitano dall'alto comando. Belmonte indica ad Andrea di sapere addirittura il motivo perché Malagridas fu radiato: aveva ordinato l'uccisione di donne e bambini.
Parlando con Tonali, Andrea scopre che Elena ha mentito pur di dargli un erede maschio, mettendo in pericolo la sua incolumità.
Nel momento della fucilazione di Malagridas, l'esecuzione s'interrompe. Il generale viene risparmiato dal nuovo capo della compagnia dell'unicorno, che altro non è che il ministro di giustizia, grato per non aver aperto bocca sui nomi della setta, facendo uccidere Carlos al suo posto nell'esecuzione. Essendo il 1901, e cioè poco prima della Rivoluzione Russa, Malagridas viene così trasferito a San Pietroburgo, in Russia, per compiere il lavoro sporco per gli interessi della compagnia approfittando delle prime rivolte in corso contro lo zar di Russia. Ma il suo pensiero rimane sempre lo stesso e, con la fotografia scattata mentre erano insieme, il generale continua a pensare a Giulia. Tutto si conclude con Giulia che abbraccia i suoi genitori sapendo che c'è un fratellino o sorellina in arrivo.